# ジョージ・エイヴリー
ジョージ・エイヴリー（George Gordon Avery、1925年2月11日 - 2006年9月22日）は、オーストラリア、ニューサウスウェールズ州出身の男子の陸上競技選手である。彼は、1948年に開催されたロンドンオリンピックの三段跳で銀メダルを獲得した。

## 経歴
ロンドンオリンピックの三段跳には、28人の選手が出場して予選と決勝が8月3日に実施された。予選通過基準は、上位12名及び14メートル50センチ以上の跳躍に成功した選手となっていて、エイヴリーは15メートル33.5センチの記録でトップ通過を果たした。同日の決勝には、14人の選手が出場した。エイヴリーは決勝1回目の跳躍で予選より記録を伸ばして生涯最高記録となる15メートル36.5センチを跳んでいたが、同じく決勝1回目の跳躍で15メートル40センチを跳んでいたスウェーデン代表のアルネ・オーマンを逆転できず、銀メダルを獲得した。
エイヴリーは1924年パリオリンピックでのニック・ウィンターの金メダル、1936年ベルリンオリンピックのジャック・メトカーフの銅メダルに続いて、オーストラリア代表として3番目の三段跳メダル獲得者となった。その後2006年に、ニューサウスウェールズ州で死去している。